# Eilema niveata
Eilema niveata är en fjärilsart som beskrevs av Rothschild 1912. Eilema niveata ingår i släktet Eilema och familjen björnspinnare. Inga underarter finns listade i Catalogue of Life.